# Муха Богдан Павлович
Муха Богдан Павлович (нар. 17 листопада 1943 село Хлівчани, Рава-Руська, Львівська область — пом. 30.01.2019) — український вчений географ, фізгеограф, ландшафтознавець і кліматолог, кандидат географічних наук, доцент, викладач кафедри фізичної географії, географічного факультету Львівського національного університету ім. Франка.

## Життєпис
Народився 17 листопада 1943 року. в с. Хлівчани Рава-Руського р-ну Львів. обл. 1950—1960 — навчання в середній школі с. Хлівчани (золота медаль). 1960 1965 — студент географічного факультету Львівського національного університету імені. Івана. Франка (кафедра фізичної географії).
- 1 червня 1965 — 26 листопада 1965 — Інженер геоморфолого-ландшафтної експедиції географічного Факультету ЛДУ ім. Франка.
- 25.11.65 — 30.11.66 — Служба в ЗС СРСР на посадах стрільця, радіотелефоніста (с. Чорна Річка, Сертолово Ленінградської області. Проходив 3 міс. збори з підготовки офіцерів запасу у Виборзі (Карелія).
- 20 січня 67 — 15 травня 68 — Інженер експедиції з комплексного вивчення природних ресурсів, Північно-Казахстанська партія науково-дослідного сектору (НДС держуніверситету (ЛоЛДУ) ім. Франка
- 15 травня 68 — 21 жовтня 68 Старший інженер НДСу ЛоЛДУ– Алтайська партія експедиції з комплексного вивчення природних ресурсів НДСу ЛоЛДУ.
- Стаж 12 років  21.10.68.- 22.12.78 – Старший інженер метеорологічної обсерваторії географічного факультету ЛоЛДУ ім. І.Франка.
- 2.69- 10.74 — Старший інженер (0,5 ставки) НДЧ в меліоративному загоні експедиції комплексного вивчення природних ресурсів.
- жовтень 1974 — грудень 1978 — викладач і старший викладач кафедри фізичної географії.  (1975 р. –224 год. 1976—240 год. 11 міс. 1977—225 год.11 міс. 1978—228 год 11 міс.)  Пед. стаж — 4 роки.
- 22.12.78 — Асистент кафедри фізичної географії географічного ф-ту ЛоЛДУ.
- 29.09.82 — доцент кафедри фізичної географії.
- 08.1994 — в. о. завідувача кафедри фізичної географії географічного ф-ту ЛДУ.
- 1995 — завідувач кафедри фізичної географії географічного ф-ту ЛДУ.
- 06.2000 — 15 лютого 2001 — в.о. завідувача кафедри фізичної географії.
- 15 лютого 2001 — доцент кафедри фізичної географії.

Доцент кафедри фізичної географії і завідувач Розтоцьким ландшафтно-геофізичним стаціонаром РЛГС. Переобраний весною 2008 року на 5 років — до 2013 р. і контракт до 15 червня 2016 р.
З 1 серпня 2015 р. зав. (півставки) Розтоцьким ландшафтно-геофізичним стаціонаром. За час педагогічної роботи керував 127 дипломними і магістерськими роботами.  Керував науковими договорами:
- З Інститутом прикладних проблем механіки та математики,
- з Інститутом космічних досліджень у Москві за темою "Наземне ландшафтно-геофізичне забезпечення аерокосмічних досліджень у західних областях України ";
- з ДКНТ з дослідження вітроенергетичних ресурсів у Карпатах  з дослідження водноенергетичних ресурсів у Львівській області;
- був учасником українсько-німецького договору «Дністер» (1986—1993), Українсько-німецького проекту IWAS.

## Сім'я
- Дружина — Галина Муха
- Донька — Оксана Сабара
- Син — шоумен та продюсер телеканалу М2 Роман Муха з січня 2016 - 2020. З 2020 року - Голова Фонду Розвитку Української Музики разом з Олегом Ходачук.

## Подані до друку
1. Б.Муха І. Притула: Клімат розділ до монографії Сколівські Бескиди.
2. Б.Муха "Опільські " території. (Трактат). До збірника праць по Опіллю. 20 стор. Львів.
3. Б.Муха Б. П. Особливості температури повітря в геокомплексах Чорногори в жарку антициклональну погоду (до Вісника 18 стор.)
4. Шляхи міграції льодовиків у Чорногорі.

Статистика опублікованих робіт станом на 15 жовтня 2016 р. Всього надруковано у виданнях 228, з них в іноземних виданнях — 46, здано до друку 6.

## Тематичні лекції
- Геофізика ландшафтів [Архівовано 19 вересня 2020 у Wayback Machine.]
- Дистанційне зондування Землі
- Дистанційне зондування Землі 3 частина
- Основи фізичної географії [Архівовано 22 вересня 2020 у Wayback Machine.]
- Планування фізико-географічних досліджень [Архівовано 19 вересня 2020 у Wayback Machine.]